# Uélé moliba makasi
«Uélé moliba makasi» canción de cuna tradicional en lengua lingala de la República Democrática del Congo. También se utiliza para acompasar el movimiento de los remos en las piraguas.

## En la cultura popular
- La canción aparece en el álbum «Tintín en el Congo» del dibujante belga Hergé y en el libro-CD «Comptines et berceuses du Baobab».